# YOU (JUJUのアルバム)
『YOU』（ユー）は、JUJUの4枚目のオリジナルアルバム。2011年7月13日にソニー・ミュージックアソシエイテッドレコーズから発売された。

## 概要
オリジナルアルバムとしては、前作『JUJU』からカバーアルバム『Request』を挟んで約1年4か月ぶりのリリースとなった。
本作のコンセプトは『楽曲を聴いてくれるファン1人1人へ向けた作品』であり、ファンもそれぞれの大切な人に向けた想いを感じながら楽曲を聴いて欲しいと語っている。

### 主な記録
2011年7月25日付のオリコン週間アルバムチャートで前作『Request』に引き続き初登場首位を獲得、オリジナルアルバムでの首位獲得は初である。

## 批評
hotexpressの武川春奈は、日々の日常を反映させたような楽曲が聴き手の心を掴み取り、「私の味方になってくれる曲」という想いを抱かせる作品であり、13曲目に収録されている「YOU」はドラマティックなメロディと心の強さをイメージさせる歌声が聴き手の涙を誘う曲になっていると批評した。

## 収録曲
1. この夜を止めてよ [4:54]
  - 作詞：松尾潔、作曲：松本俊明、編曲：Jin Nakamura （4D Fantasia）

15thシングル。
関西テレビ・フジテレビ系全国ネットドラマ『ギルティ 悪魔と契約した女』主題歌
2. さよならの代わりに [5:13]
  - 作詞：Natsumi Kobayashi、作曲・編曲：Jeff Miyahara & 林田 "pochi" 裕一

16thシングル1曲目。
表記はされていないが、シングルでは終盤にカットアウトするのに対し今作ではフェードアウトされている為、実質的にはアルバムバージョンで収録。
日本テレビ系『スッキリ!!』テーマソング、「レコチョク」CMソング
3. つよがり [5:01]
  - 作詞：高木洋一郎、作曲：高木洋一郎 & 亀田誠治、編曲：亀田誠治
4. If [4:16]
  - 作詞：間智子、作曲：木村篤志、編曲：島田昌典
5. 願い [4:31]
  - 作詞：岩城由美、作曲：木村篤志 & Taisho、編曲：島田昌典

16thシングル2曲目。
アスミック・エース エンタテインメント配給映画「犬とあなたの物語 いぬのえいが」主題歌
6. Voice [5:01]
  - 作詞：H.U.B. (tearbridge production)、作曲：川口大輔、編曲：中野雄太
  - NHK総合『世界はほしいモノにあふれてる ～旅するバイヤー極上リスト～』 エンディングテーマ
7. Love again [4:15]
  - 作詞：JUJU, Jeff Miyahara & 林田 "pochi" 裕一、作曲：Jeff Miyahara & 林田 "pochi" 裕一、編曲：林田 "pochi" 裕一

17thシングルのカップリング曲。
8. Memories [4:03]
  - 作詞：Satomi、作曲・編曲：Jin Nakamura (4D Fantasia)
9. Piece Of Our Days [5:02]
  - 作詞：E-3、作曲：E-3 & DJ HIROnyc、編曲：E-3, Soushi Uchida & DJ HIROnyc

15thシングルのカップリング曲。
テレビ東京系『ワールドビジネスサテライト』エンディングテーマ
10. Trust In You [3:53]
  - 作詞：JUJU, 渡辺翔 & JUN-T、作曲：渡辺翔、編曲：UTA (TinyVoice,Production)

13thシングル。
朝日放送・テレビ朝日系列のドラマ「警視庁失踪人捜査課」主題歌
11. また明日... [5:35]
  - 作詞：牧穂エミ、作曲：大河内航太、編曲：亀田誠治

17thシングル。
関西テレビ・フジテレビ系ドラマ「グッドライフ」主題歌
12. ANTIQUE [7:13]
  - 作詞・作曲：上江洌清作 (MONGOL800) / 編曲：松浦晃久

展覧会「草原の王朝　契丹　-美しき3人のプリンセス-」イメージソング
13. YOU [6:00]
  - 作詞：牧穂エミ / 作曲：大嶽香子 / 編曲：島田昌典

後に18thシングルの1曲目としてアレンジ違いでリカットされる。

## 演奏
- Jin Nakamura：Programming ＆ All Other Instruments (#1.8)
- 弦一徹ストリングス：Strings (#1)
- 山木秀夫：Drums (#3)
- 亀田誠治：Bass (#3.11)
- 中西康晴：Piano (#3)
- 小倉博和：Guitar (#3)
- 金原千恵子ストリングス：Strings (#3.11)
- 豊田泰孝：Manipulation (#3.11)
- 坂田学：Drums (#4.13)
- 種子田健：Bass (#4.13)
- 島田昌典
  - Piano, Hammond Organ (#4.5.13)
  - Keyboards (#4)
  - Tambourine (#5)
- 正木健一
  - Percussion (#4)
  - Tambourine (#13)
- 玉田豊夢：Drums (#5)
- 沖山優司：Bass (#5)
- 藤井謙二：Guitar (#5)
- 真部裕ストリングス：Strings (#5.6)
- 南浩之：French Horn (#5)
- 中野雄太：Programming ＆ All Other Instruments, Strings Arrangement (#6)
- 林田裕一：Programming (#7)
- マサ小浜：Electric Guitar (#7)
- 村田泰子ストリングス：Strings (#7)
- kubota：Guitar (#8)
- Aaron Swinnerton：Piano (#9)
- Rob Reich：Guitar (#9)
- 内田壮志：Bass Programming (#9)
- DJ HIROnyc：Additional Programming (#9)
- UTA：Programming (#10)
- クラッシャー木村ストリングス：Strings (#10)
- 河村智康：Drums (#11)
- 石成正人：Guitar (#11)
- 皆川真人：Piano (#11)
- 松浦晃久：Guitar & Piano (#12)
- 美島豊明：Programming (#12)
- 狩野良昭：Guitar (#13)